# Everything’s Cool
«Everything’s Cool» (в пер. с англ. Всё круто) — сингл британской рок-группы Pop Will Eat Itself, выпущенный в поддержку их пятого студийного альбома Dos Dedos Mis Amigos лейблом Infectious Records. Релиз «Everything’s Cool» состоялся 29 августа 1994 года.
В зависимости от издания сингл содержал либо бисайды «Let It Flow» и «Wild West», либо концертные версии нескольких треков альбома Dos Dedos Mis Amigos, записанных во время выступления Pop Will Eat Itself на Aston Villa Leisure Centre 12 и 13 марта 1994 года, проведённого в рамках концертного тура Amalgamation tour.

## Варианты изданий и список композиций

### CD: Part 1
1. «Everything’s Cool» — 4:20
2. «Ich Bin Ein Auslander (Live)» — 5:42
3. «Familus Horribilus (Live)» — 4:03
4. «R.S.V.P. (Live)» — 3:41

### CD: Part 2
1. «Everything’s Cool (Youth 7»)" — 4:12
2. «Everything’s Cool (Safe As Milk Mix)» — 10:55
3. «Everything’s Cool (Dragonfly Mix)» — 4:09
4. «R.S.V.P. (Supper)» — 5:28

### Винил 7": Part 1
1. «Everything’s Cool»
2. «Let It Flow»

### Винил 7": Part 2
1. «Everything’s Cool»
2. «Wild West»

## Участники записи
- Клинт Мэнселл — вокал
- Адам Моул — гитара
- Ричард Марч — гитара
- Роберт «Фазз» Таунсенд — барабан

## Дополнительные факты
- Песня «Everything’s Cool» содержит семпл композиции «Thieves» группы Ministry.

## Позиции в хит-парадах
| Хит-парад (1994)                  | Высшая позиция |
| --------------------------------- | -------------- |
| Великобритания (UK Singles Chart) | 23             |